# De architectura, libro IV
Il Libro IV del De architectura di Vitruvio è una raccolta di tutte le regole enunciate nei trattati dell'antichità (andati perduti). Come il Libro III, ha per argomento gli edifici sacri (templi) e gli ordini architettonici.
Molti architetti dell'antichità credevano che non si dovessero costruire templi in quanto le simmetrie non erano piene. Per questo, molti di loro fecero dei cambiamenti architettonici per realizzare comunque le simmetrie, come restringere la larghezza delle colonne, ma i risultati per Vitruvio erano esteticamente modesti. Per questo Vitruvio elenca le proporzione che un tempio deve avere:
(De architectura, Libro IV)
Per Vitruvio anche l'orientamento dei templi deve essere sempre verso occidente oppure verso il luogo più sacro, mentre ogni porta presenta diverse proporzioni per ordine di appartenenza.